# 조르지뉴 (1964년)
조르즈 조제 지 아모링 캄푸스(포르투갈어: Jorge José de Amorim Campos)는 약칭 조르지뉴(포르투갈어: Jorginho)라고 알려진 브라질의 전 축구 선수로, 포지션은 라이트백이다. 플라멩구, 바이어 레버쿠젠, 바이에른 뮌헨에서 전성기를 보냈다.

## 클럽 경력
그는 여러 나라의 클럽에서 활동했으며, 3년간 독일의 FC 바이에른 뮌헨에서 활동했다.

## 국가대표팀 경력
1994년 월드컵에서 그는 브라질 축구 국가대표팀의 일원이었다.

## 수상 내역

### 클럽
- 분데스리가 : 1993-94
- 브라질 전국 리그 : 2000
- 카리오카 주립 리그 : 1986, 2002
- 코파 우니앙 : 1987
- 타사 과나바라 : 1984, 1988, 2000
- 코파 메르쿠소르 : 2000
- J리그 : 1996, 1998

### 국가대표
- FIFA 월드컵 : 1994
- FIFA U-20 월드컵 : 1983
- 하계 올림픽 은메달 : 1988
- 팬 아메리칸 게임 은메달 : 1983

### 감독
- 카리오카 주립 리그 : 2016
- J리그 컵 : 2012
- 수루가 뱅크 챔피언십 : 2012

### 개인
- FIFA 월드컵 올스타팀 : 1994
- J리그 MVP : 1996
- J리그 올해의 팀 : 1996
- J리그 컵 MVP : 1997